# Týmová klasifikace (Tour de France)
Týmová klasifikace je cena udělována pro nejlepší tým v celkovém pořadí na Tour de France. Kategorie se na Tour uděluje od roku 1930. Od roku 2011 se vítězný tým určuje sečtením časů tří nejlepších jezdců v každém týmu v jednotlivých fázích etap. Pokud má tým méně než tři závodníky, je z klasifikace vyřazen. Až do roku 1990 musel lídr týmu nosit rozlišovací žlutou čepici. Od roku 2006 nosí závodníci vedoucího týmu na trikotu černá čísla na žlutém pozadí. Od roku 2012 získal vedoucí tým právo, ale ne povinnost, nosit žluté přilby.

## Vítězné týmy podle roku
| Rok  | Družstvo                          |
| ---- | --------------------------------- |
| 1930 | Francie                           |
| 1931 | Belgie                            |
| 1932 | Itálie                            |
| 1933 | Francie                           |
| 1934 | Francie                           |
| 1935 | Belgie                            |
| 1936 | Belgie                            |
| 1937 | Francie                           |
| 1938 | Belgie                            |
| 1939 | Belgie B                          |
| 1947 | Itálie                            |
| 1948 | Belgie A                          |
| 1949 | Itálie A                          |
| 1950 | Belgie A                          |
| 1951 | Francie                           |
| 1952 | Itálie                            |
| 1953 | Nizozemsko                        |
| 1954 | Švýcarsko                         |
| 1955 | Francie                           |
| 1956 | Belgie                            |
| 1957 | Francie                           |
| 1958 | Belgie                            |
| 1959 | Belgie                            |
| 1960 | Francie                           |
| 1961 | Francie                           |
| 1962 | Saint-Raphaël–Helyett–Hutchinson  |
| 1963 | Saint-Raphaël–Gitane–R. Geminiani |
| 1964 | Pelforth–Sauvage–Lejeune          |
| 1965 | Kas                               |
| 1966 | Kas                               |

| Rok  | Družstvo               |
| ---- | ---------------------- |
| 1967 | Francie                |
| 1968 | Španělsko              |
| 1969 | Faemino–Faema          |
| 1970 | Salvarani              |
| 1971 | Bic                    |
| 1972 | Gan–Mercier–Hutchinson |
| 1973 | Bic                    |
| 1974 | Kas–Kaskol             |
| 1975 | Gan–Mercier–Hutchinson |
| 1976 | Kas–Campagnolo         |
| 1977 | TI–Raleigh             |
| 1978 | Miko–Mercier–Vivagel   |
| 1979 | Renault–Gitane         |
| 1980 | Miko–Mercier–Vivagel   |
| 1981 | Peugeot–Esso–Michelin  |
| 1982 | COOP–Mercier–Mavic     |
| 1983 | TI–Raleigh–Campagnolo  |
| 1984 | Renault–Elf            |
| 1985 | La Vie Claire          |
| 1986 | La Vie Claire          |
| 1987 | Système U              |
| 1988 | PDM–Ultima–Concorde    |
| 1989 | PDM–Concorde           |
| 1990 | Z–Tomasso              |
| 1991 | Banesto                |
| 1992 | Carrera Jeans–Vagabond |
| 1993 | Carrera Jeans–Tassoni  |
| 1994 | Festina–Lotus          |
| 1995 | ONCE                   |
| 1996 | Festina–Lotus          |

| Rok  | Družstvo                |
| ---- | ----------------------- |
| 1997 | Team Telekom            |
| 1998 | Cofidis                 |
| 1999 | Banesto                 |
| 2000 | Kelme–Costa Blanca      |
| 2001 | Kelme–Costa Blanca      |
| 2002 | ONCE–Eroski             |
| 2003 | Team CSC                |
| 2004 | T-Mobile Team           |
| 2005 | T-Mobile Team           |
| 2006 | T-Mobile Team           |
| 2007 | Discovery Channel       |
| 2008 | CSC–Saxo Bank           |
| 2009 | Astana                  |
| 2010 | Team RadioShack         |
| 2011 | Garmin–Cervélo          |
| 2012 | RadioShack–Nissan       |
| 2013 | Saxo–Tinkoff            |
| 2014 | Ag2r–La Mondiale        |
| 2015 | Movistar Team           |
| 2016 | Movistar Team           |
| 2017 | Team Sky                |
| 2018 | Movistar Team           |
| 2019 | Movistar Team           |
| 2020 | Movistar Team           |
| 2021 | Team Bahrain Victorious |
| 2022 | Ineos Grenadiers        |
| 2023 | Team Jumbo–Visma        |
| 2024 | UAE Team Emirates       |